# Jan Adriaanszoon Leeghwater
Pour les articles homonymes, voir Leeghwater.

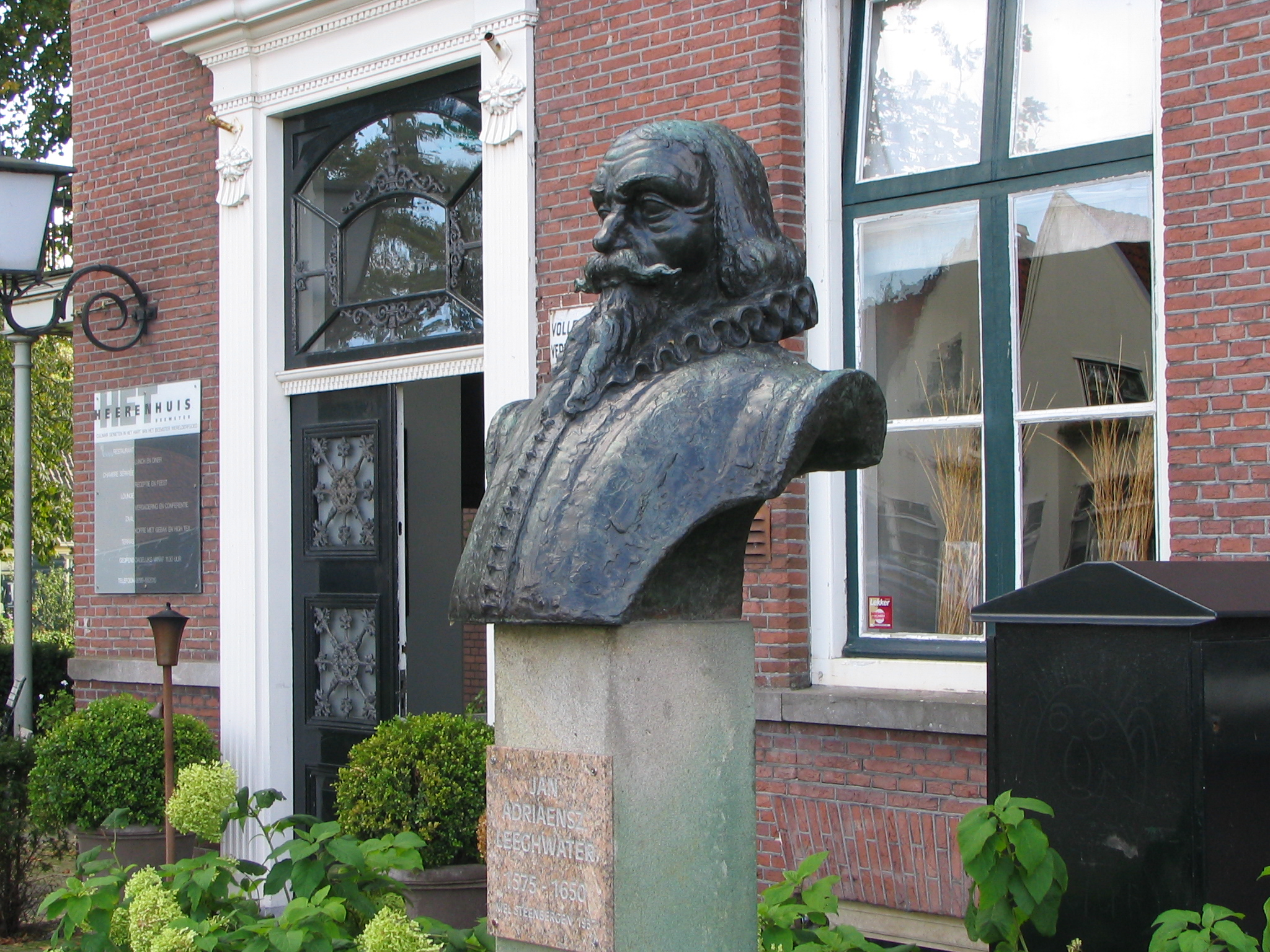
Statue de Leeghwater à Middenbeemster

Jan Adriaanszoon Leeghwater, né à De Rijp en 1575 et mort à Amsterdam en 1650, était un constructeur de moulins et ingénieur hydrographe néerlandais. Il imagine le moulin à huile à calotte tournante et il était l'ingénieur responsable de l'assèchement de plusieurs polders. En outre, il a fabriqué les horloges et les carillons pour les églises amstellodamoises de Westerkerk et Zuiderkerk.

## Carrière
Leeghwater était le fils d'un charpentier. Il fut responsable en chef des moulins de pompage (poldermolens) utilisés lors de l'assèchement du Beemster en 1612. Sous sa responsabilité ou avec son aide, plusieurs lacs de la Hollande-Septentrionale furent asséchés et transformés en polders entre 1607 et 1643, notamment : Purmer (1622), Heerhugowaard (1625), Starnmeer et Wormer (1626) et Schermer (1635). En 1629, il s'occupait de l'assèchement des marais autour de Bois-le-Duc, assiégée par l'armée des États généraux des Provinces-Unies.
En dehors des Pays-Bas, il est intervenu et a donné conseil pour l'assèchement de marais près de Bordeaux (1628) et Metz (1630), ainsi qu'en Schleswig-Holstein (1633), où il s'est occupé de la fermeture du Bottschlotter Tief près de Dagebüll. Localement, cette digue est appelée la Holländerdeiche (Digue des Hollandais).

## Haarlemmermeer
En 1641, Leeghwater a publié son livre sur le Haarlemmermeer. Il fut un des premiers à plaider pour l'assèchement de ce lac qui prenait une taille menaçante pour les villes environnantes. Ses projets ne furent réalisés qu'en 1852. En son souvenir, l'une des trois grandes stations de pompage utilisés lors de l'assèchement a pris son nom : la station de pompage Leeghwater (Gemaal Leeghwater). Cette station de pompage, près de Buitenkaag dans la partie méridionale du polder actuel, est toujours en usage.

## Source
- (nl) Cet article est partiellement ou en totalité issu de l’article de Wikipédia en néerlandais intitulé « Jan Adriaanszoon Leeghwater » (voir la liste des auteurs).